# 北一色町 (豊田市)
北一色町（きたいしきちょう）は、愛知県豊田市の町名。

## 概要
豊田市の北西部に位置し、藤岡地区（旧西加茂郡藤岡町の町域にほぼ相当する）に属する。東西に長い町域を持ち、それぞれ町内の水源から発した池田川・北一色川が町域最東部で付近で合流し、藤岡飯野町へと南進していく。人家は主に町域東部、南北を縦貫する愛知県道350号北一色東広瀬線を挟み込むようにして、広く点在している。西部に行くほど山深くなり、林道北一色線が一本通るのみで町域も狭まっていくが、最西部は瀬戸市と接している。ため池が多く、現在でもヒヤケ池、寺沢池、山ノ神池、山ノ神中池などが残っている。
かつては陶土材料である石粉が製造され、瀬戸まで馬で運ばれたというが、昭和期に入り衰退する。尾張知多方面の伝統芸能である尾張万歳がこの地にも伝わる。

### 小字
- 池田（いけだ）
- 石畑（いしばた）
- 梅ノ木（うめのき）
- 大洞（おおぼら）
- 方平（かたひら）
- 加美屋（かみや）
- 川原（かわはら）
- 木ノ本（きのもと）
- 下ノ田（しものた）
- 茶山（ちゃやま）
- 西ノ平（にしのたいら）
- 西ノ洞（にしのほら）
- 藤ノ木（ふじのき）
- 洞口（ほらぐち）
- 松葉（まつば）
- 向イ平（むかいだいら）
- 向谷下（むこうやげ）
- 茂リ曽（もりそ）
- 柳沢（やなぎさわ）
- 山畑（やまばた）
- 山洞（やまぼら）
- 吉原（よしわら）

## 歴史

### 沿革
- 江戸期 - 寛永期の『三河国村々高附』においては「加茂郡一色村」、天保期の郷帳においても「加茂郡一色村」という表記が見受けられる[5]。
- 1635年（寛永12年）当時 - 下総栗原藩成瀬氏領であった[6]。
- 1697年（元禄10年） - 旗本沼間氏の知行地となる（1701年（元禄14年）まで）[6]。
- 1711年（正徳元年） - 三河吉田藩領となる[6]。
  - なお文献によっては1705年（宝永2年）頃に三河吉田藩領となったとする記述もある[7]。
- 1832年（天保3年）- 幕府領となる[6]。
- 1839年（天保10年）- 再び三河吉田藩領となる[6]。
  - なお文献によっては1838年（天保9年）に再び三河吉田藩領となったとする記述もある[7]。
- 1871年（明治4年） - 大区小区制施行により、第4大区第2小区に所属する[5]。
- 1872年（明治5年） - 村名が一色村から北一色村に改称される[6]。なお対応する同名の一色村は現みよし市にあり、こちらも同年に西一色村と改称している。
- 1878年（明治11年） - 郡区町村編制法施行により、加茂郡が西加茂郡と東加茂郡に分割される。これに伴い、北一色村の所属が加茂郡から西加茂郡に変更される[4]。
- 1884年（明治17年）7月 - 戸長役場設置に伴い、北一色村、飯野村（いいのむら）、石飛村（いしとびむら）、田茂平村（たもだいらむら）、西中山村（にしなかやまむら）、迫村（はさまむら）、深見村（ふかみむら）の7村が同組に組み込まれる[8]。
- 1889年（明治22年）10月1日 - 市制・町村制施行に伴い、北一色村、飯野村、石飛村、田茂平村、西中山村、迫村、深見村の7村が合併して西加茂郡藤河村が誕生し[9]、北一色村は藤河村大字北一色に継承される[4]。
- 1906年（明治39年）4月1日 - 藤河村、高岡村、富貴下村の内3大字が合併して藤岡村が誕生し[10]、藤河村大字北一色は藤岡村大字北一色に継承される[4]。
- 1978年（昭和53年）4月1日 - 藤岡村の町制施行に伴い[10]、住所表示が藤岡町大字北一色に変更される[4]。
- 2005年（平成17年）4月1日 - 藤岡町の豊田市への編入に伴い、住所表示が豊田市北一色町に変更される。

## 世帯数と人口
2019年（令和元年）7月1日現在の世帯数と人口は以下の通りである。
| 町丁     | 世帯数  | 人口  |
| -------- | ------- | ----- |
| 北一色町 | 253世帯 | 797人 |

### 人口の変遷
国勢調査による人口の推移
| 2005年（平成17年） | 631人 | [ 11 ] |  |
| 2010年（平成22年） | 751人 | [ 12 ] |  |
| 2015年（平成27年） | 740人 | [ 13 ] |  |

## 学区
市立小・中学校に通う場合、学区は以下の通りとなる。
| 字・番地等                        | 小学校             | 中学校             |
| --------------------------------- | ------------------ | ------------------ |
| 梅ノ木960番地6〜7・36〜37・39〜72 | 豊田市立石畳小学校 | 豊田市立藤岡中学校 |
| その他                            | 豊田市立飯野小学校 | 豊田市立藤岡中学校 |

## 施設

### 公共施設
- 豊田市北一色生活改善センター
- 豊田市北一色浄水場
- 豊田市北一色配水場

### 企業・工場
- アポロホームガス中部株式会社ホームガスセンター
- 大日養鯉場株式会社トヨタ店
- 株式会社フジオカ倉庫運輸

## 寺社
藤岡神社
1393年（明徳4年）の創建といわれ、小猿投とも俗称されて総鎮守としての崇拝を受けた。1625年（寛永2年）の棟札が伝わっている。元は八王子神社であったが、1872年（明治5年）に八柱神社に改称。1885年（明治18年）には、村の戸数の倍以上にあたる119戸の氏子があった。1923年（大正12年）、藤岡神社に改称する。
春埜山神社
曹洞宗永平寺末金剛寺（こんごうじ）
山号は菩提山。1521年（大永元年）の開創とされる。1734年（享保19年）には雲興寺の霊源陽沢により開山。天保期から明治初期まで、同寺に寺子屋が開かれていた。

## 文化財

### 指定文化財

#### 天然記念物
- 金剛寺のシダレザクラ[15]

豊田市指定文化財。1974年（昭和49年）2月10日指定。金剛寺が管理。

### その他の文化財

#### 古窯
- 吉原（よしわら）窯 - 中世[16]
- 藤四（とうし）窯 - 近世[16]

藤四の名は、瀬戸焼の祖である加藤四郎左衛門景正の俗称藤四郎にちなむと考えられる。
- 山洞（やまぼら）窯 - 時期不詳[16]

#### 散布地
- 大洞（おおぼら）遺跡 - 縄文・奈良・中世・近世[16]
- 加美屋（かみや）遺跡 - 縄文[6]
- 山洞遺跡 - 平安・中世・近世[16]
- 西ノ平（にしのたいら）遺跡 - 縄文・奈良・中世・近世[16]
- 木ノ本（きのもと）遺跡 - 中世・近世[16]
- 川原（かわはら）遺跡 - 縄文・中世・近世[16]

## その他

### 日本郵便
- 郵便番号 : 470-0453[2]（集配局：藤岡郵便局[17]）。